# Lasmigona decorata
Lasmigona decorata är en musselart som först beskrevs av I. Lea 1852.  Lasmigona decorata ingår i släktet Lasmigona och familjen målarmusslor. IUCN kategoriserar arten globalt som akut hotad. Inga underarter finns listade i Catalogue of Life.

## Bildgalleri

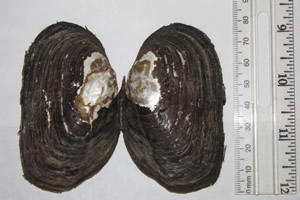